# Onano
Onano ist eine Gemeinde in der Provinz Viterbo in der italienischen Region Latium mit 890 Einwohnern (Stand 31. Dezember 2023).

## Geographie
Die Gemeinde liegt ca. 100 Kilometer nordwestlich der Regional- und Staatshauptstadt Rom und ca. 35 Kilometer nordwestlich der Provinzhauptstadt Viterbo. Onano liegt in den Monti Volsini zwischen dem Bolsenasee und der Grenze zur Toskana. Der Ort liegt in der klimatischen Einordnung italienischer Gemeinden in der Zone E, 2 325 GG.
Die Nachbargemeinden sind Acquapendente, Gradoli, Grotte di Castro, Latera und Sorano (GR).

## Geschichte
Onano gehörte wie einige andere Gemeinden der Umgebung im Spätmittelalter zum Besitz der aus Orvieto stammenden Familie der Monaldeschi della Cervara. Von diesen ging es im frühen 15. Jahrhundert an die Sforza, Grafen von Santa Fiora, über, von denen Mario II. im Jahre 1612 erster Herzog von Onano wurde. Mit dem Tode von Federico Sforza, dem vierten Herzog, endete dieser Titel. In späterer Zeit fand Onano als Heimatort der Familie Pacelli, der Papst Pius XII. (1939–1958) entstammte, Beachtung: Sein Großvater Marcantonio war vatikanischer Diplomat unter Papst Pius IX. (1846–1878), sein Vater Filippo Dekan der Auditoren der päpstlichen Sacra Rota, und sein älterer Bruder Francesco handelte 1929 die Lateranverträge mit Italien aus, die dem Vatikan die staatliche Souveränität zurückgaben; deshalb wurde er 1929/1931 päpstlicher und italienischer Marchese, seine drei Söhne Carlo, Marcantonio und Giulio erhielten während des Pontifikates ihres Onkels 1942 den italienischen Fürstentitel.

## Sehenswürdigkeiten

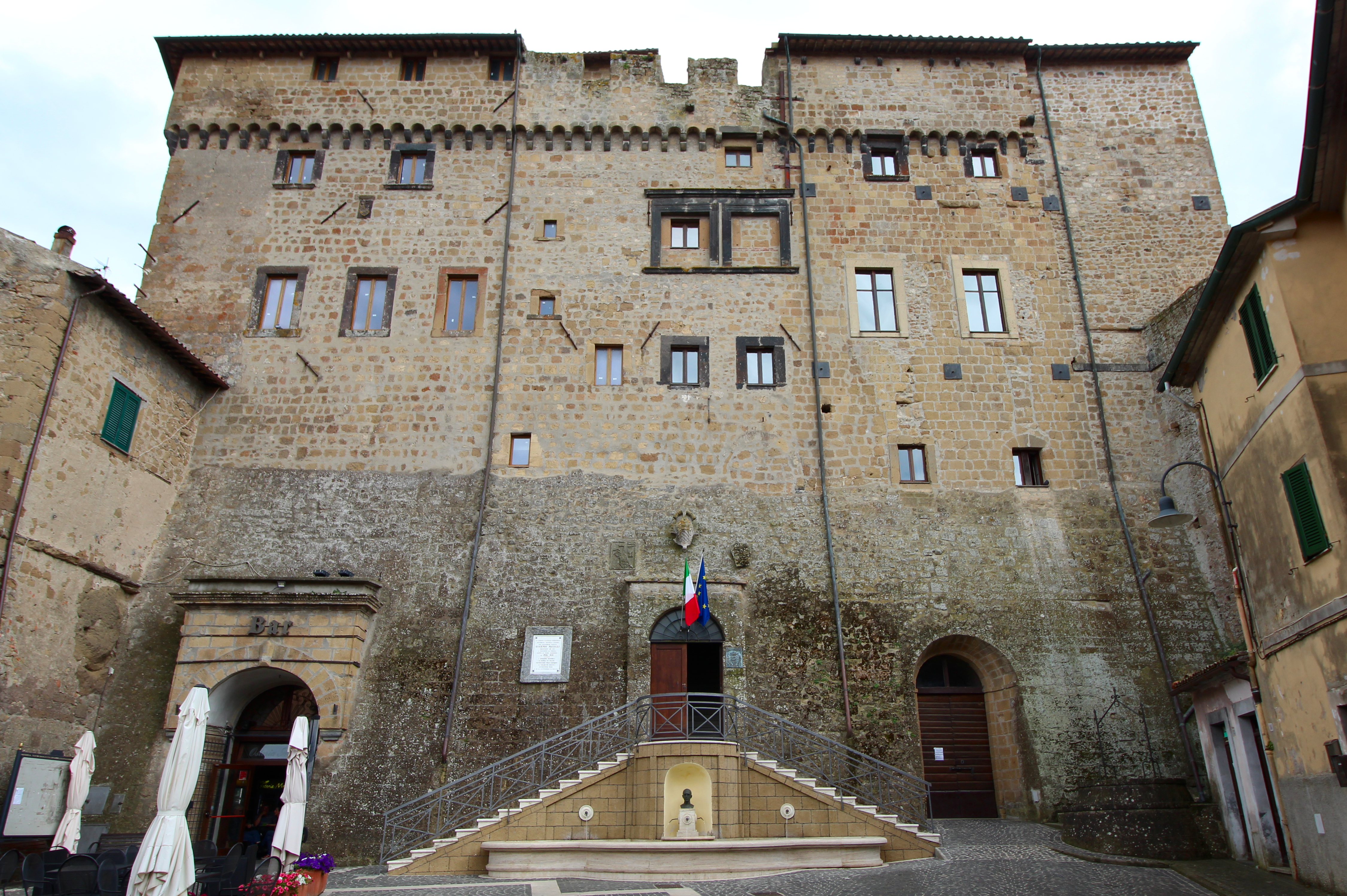
Castello Monaldeschi (Palazzo Madama)

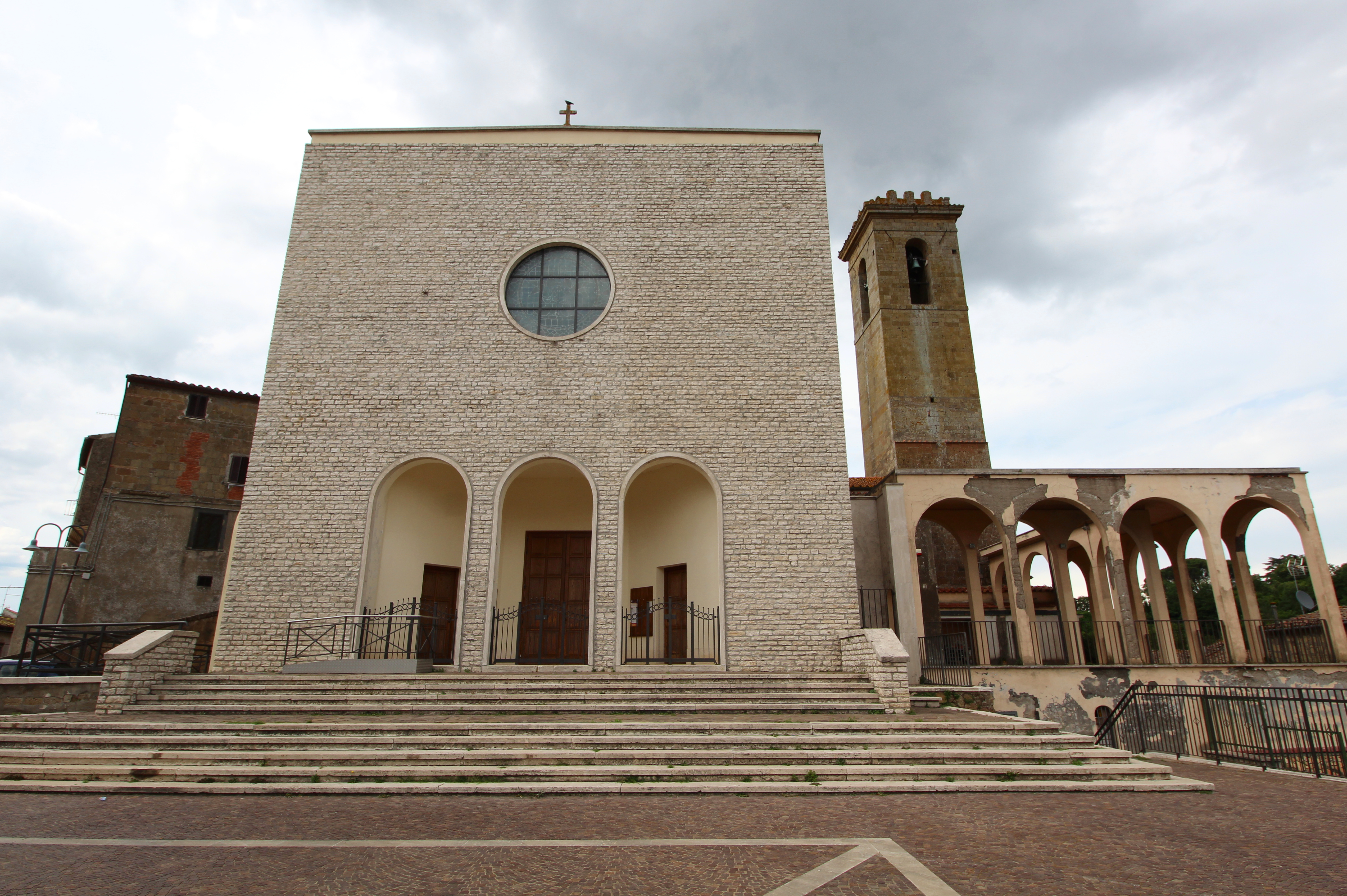
Die Kirche Santa Croce

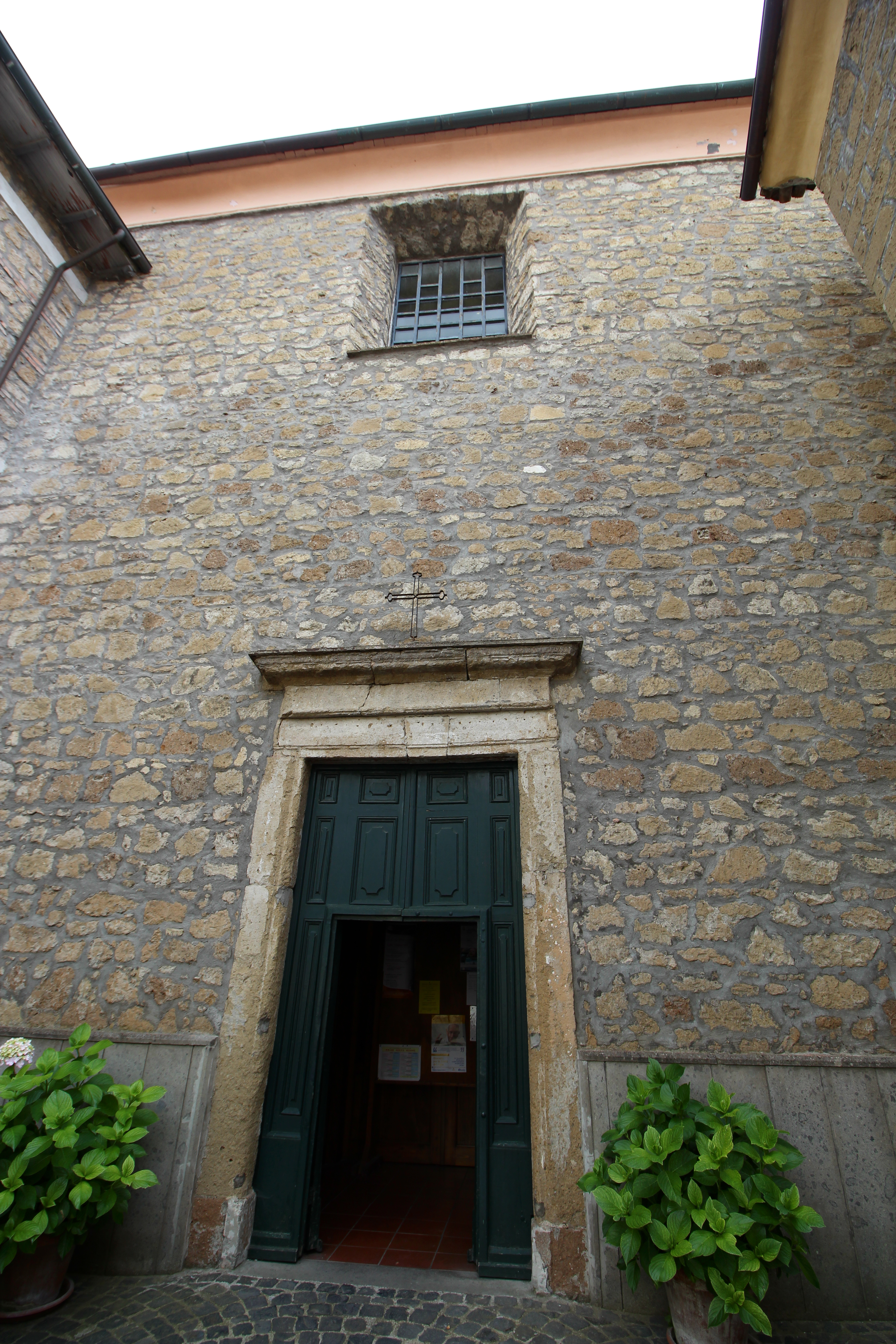
Santa Maria dell’Immacolata Concezione

- Castello Monaldeschi, auch Palazzo Madama genannt, mit vier Ecktürmen als Sitz der ehemaligen Ortsherren. Entstand in der ersten Hälfte des 15. Jahrhunderts durch die Monaldeschi della Cervara.[3]
- Santa Croce, Kirche an der Piazza Pio XII. Das Gebäude stammt aus dem 13. Jahrhundert und wurde im Juni 1944 bei einem Bombenangriff stark beschädigt. 1956 wurde die Kirche wieder aufgebaut. Der Campanile blieb in seiner ursprünglichen Form erhalten.[3]
- Santa Maria dell’Immacolata Concezione, auch Chiesa dei Frati genannte Kirche in der Via Cavour, die 1784 errichtet wurde.[3]
- Madonna del Carmine, auch Madonna del Bargello genannte Kirche. Die erste Kirche entstand 1668 und wurde 1964 durch das heutige Bauwerk wenige Meter entfernt ersetzt.[4]
- Madonna delle Grazie, romanische Kirche. Enthält das dem Sano di Pietro zugeschriebene Gemälde Vergine col Bambino.[4]
- Madonna del Piano, 1493 entstandene Kirche. Enthält ein Madonnenfresko von Antonio del Massaro (Il Pastura genannt, ca. 1450–1516).[4]
- Madonna del Soccorso, auch Madonna della Fontana genannte Kirche, die 1454 errichtet wurde.[4]
- Santissima Trinità, auch Chiesa dell’Acqua Santa genannte Kirche, die 1668 entstand.[4]

## Politik
Am 25. Mai 2014 wurde Giovanni Giuliani (Lista Civica) zum neuen Bürgermeister gewählt; er wurde am 26. Mai 2019 wiedergewählt.

## Bevölkerung
| Jahr | Bevölkerung |
| ---- | ----------- |
| 1871 | 2530        |
| 1901 | 2950        |
| 1921 | 2826        |
| 1951 | 2661        |
| 1971 | 1783        |
| 1991 | 1278        |
| 2001 | 1169        |

## Kulinarische Spezialitäten
Onano ist berühmt für seine Linsensorte, die nur im Gebiet von Onano angebaut wird und früher an den Hof des Papstes geliefert wurde. Die Lenticchie di Onano wurden von Slow Food in die Arche des Geschmacks aufgenommen. Im August findet die Sagra delle Lenticchie, das Linsenfest, statt.

## Söhne und Töchter des Ortes
Prospero Caterini (1795–1881), Kardinal der römisch-katholischen Kirche.